# Monument des Mobiles de la Haute-Vienne
Le monument des Mobiles de la Haute-Vienne est un mémorial-ossuaire de la guerre franco-allemande de 1870 situé à Lumeau, en France. 

## Situation et accès
Le monument est situé sur la route départementale 19 (entre les points kilométriques 67 et 68) près du hameau de Neuvilliers, sur le territoire de la commune de Lumeau. Plus largement, il se trouve dans le département d'Eure-et-Loir, en région Centre-Val de Loire.
Un repère de nivellement placé sur l'escalier d'accès au monument à 24 centimètres au-dessous de l'arête supérieure de la marche fait état d'une altitude de 128,793 mètres.

## Histoire
Le monument est élevé avec le concours du département de la Haute-Vienne,. C'est près de Neuvilliers, hameau de Lumeau, qu'il est inauguré et béni le 2 décembre 1873,. Il marque l'emplacement de la charge héroïque et meurtrière des colonnes de la division du général Morandy qui tente de prendre Lumeau, sous la mitraille des batteries de la 17e division d'infanterie prussienne du général von Treskow au matin du 2 décembre 1870. Il s'agit de l'un des plus sanglants épisodes de la bataille de Loigny. Le monument est ainsi placé à proximité du lieu où une cinquantaine de gardes mobiles de la Haute-Vienne (71e régiment) sont tombés près de Neuvilliers et reposent dans l'ossuaire du monument parmi 1 140 soldats qui ont péri autour de Neuvilliers et de Lumeau.
D'après le récit d'Alfred Chanzy : « la 3e division (Général Morandy) appuyait la droite de la 2e en se portant de Terminiers sur Lumeau. L'ennemi, après un premier moment de surprise, se reforma et la 2e division, qui était déjà maîtresse du château de Goury, fut obligée de se replier sur Loigny, laissant, dans sa retraite, la 3e division, qui s'avançait entre Écuillon et Neuvilliers après s'être emparée de ce dernier point, exposée aux feux directs des batteries allemandes de Lumeau, et aux feux d'écharpe de celles de Goury. ».
L'ossuaire sous le monument contenait initialement les ossements de plus d'un millier de soldats, parmi les neuf mille victimes dispersées sur le champ de bataille de la journée du 2 décembre 1870. Le monument rend hommage aux combattants de la Haute-Vienne (71e régiment de mobiles de la Haute-Vienne, 2e brigade, 3e division d'infanterie du général Morandy au sein du 16e corps d'armée du général Chanzy) durant la bataille de Loigny. Un autre ossuaire de 1 300 combattants se trouve dans l'église de Loigny. L'emplacement de plusieurs tombes, monuments funéraires et fosses communes de soldats français et allemands est préservé sur le champ de bataille à Lumeau, Écuillon, Villours, le bois des zouaves, Loigny et dans les cimetières de Terminiers et Poupry.

## Structure
Installé dans une cavité calcaire, le monument est en forme d'obélisque blanc d'une hauteur de huit mètres sur socle, ossuaire de granit entouré d'une chaine. Les plaques de marbre disposées sur les faces du monument sont gravées des mentions suivantes :
- « À la mémoire des mobiles du 71e régiment tués à Lumeau. Combats de Lumeau 2 XII 1870, le département de la Haute-Vienne. Le département de la Haute-Vienne garde un souvenir reconnaissant aux habitants de Neuvilliers et Lumeau qui ont recueilli ses blessés. ».
- « Sous ce monument reposent les ossements de 1100 soldats français appartenant à divers régiments dont le 71e mobiles et de 40 allemands tués le 2 décembre 1870 en différents points du champ de bataille. »
- « Melius est nos mori in bello quam videre mala gentis nostre (Il vaut mieux pour nous mourir que d’être spectateurs des malheurs de notre nation), Premier livre des Macchabée (1 Mac 3, 59). »

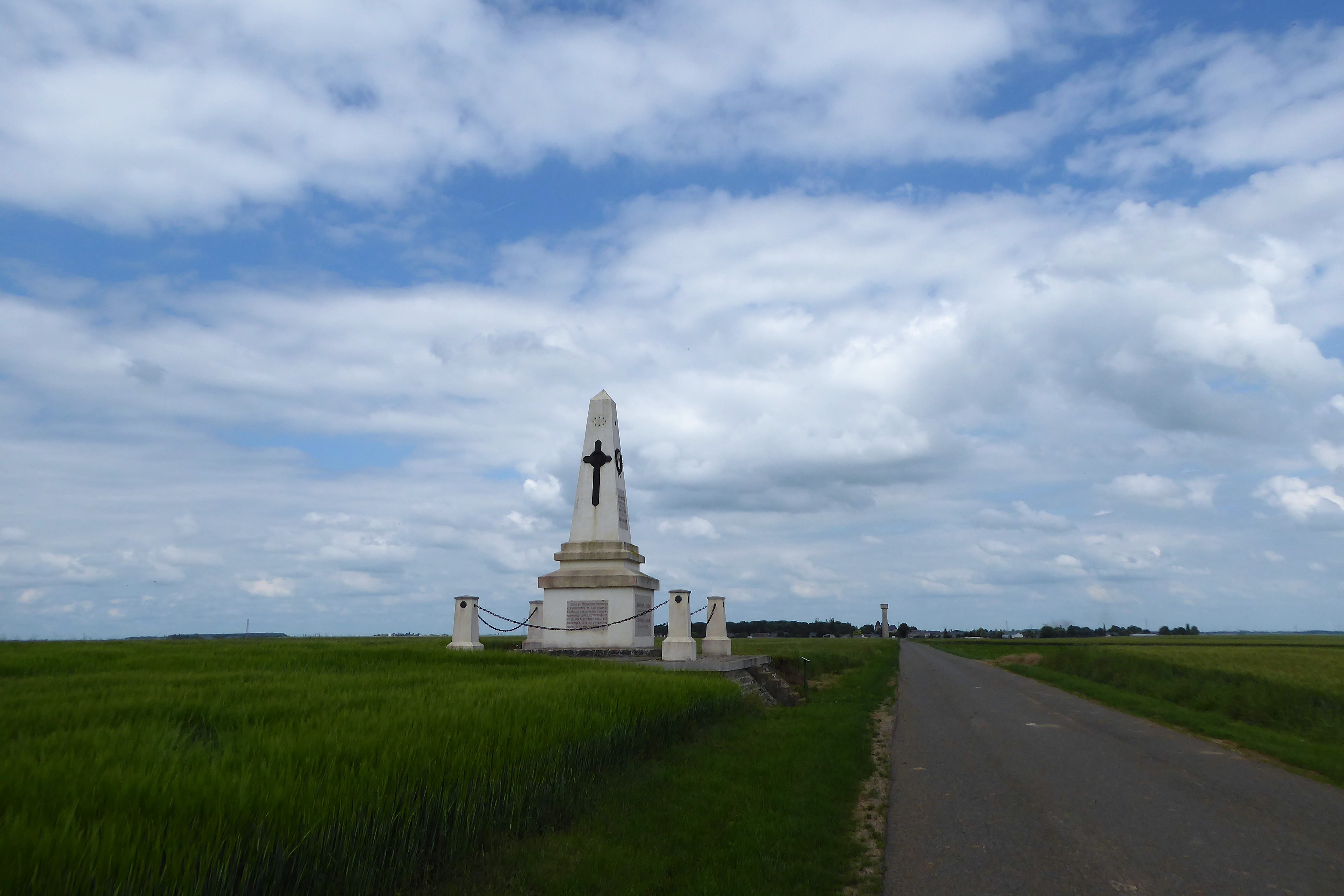
Vue depuis la route départementale, en juin 2018.
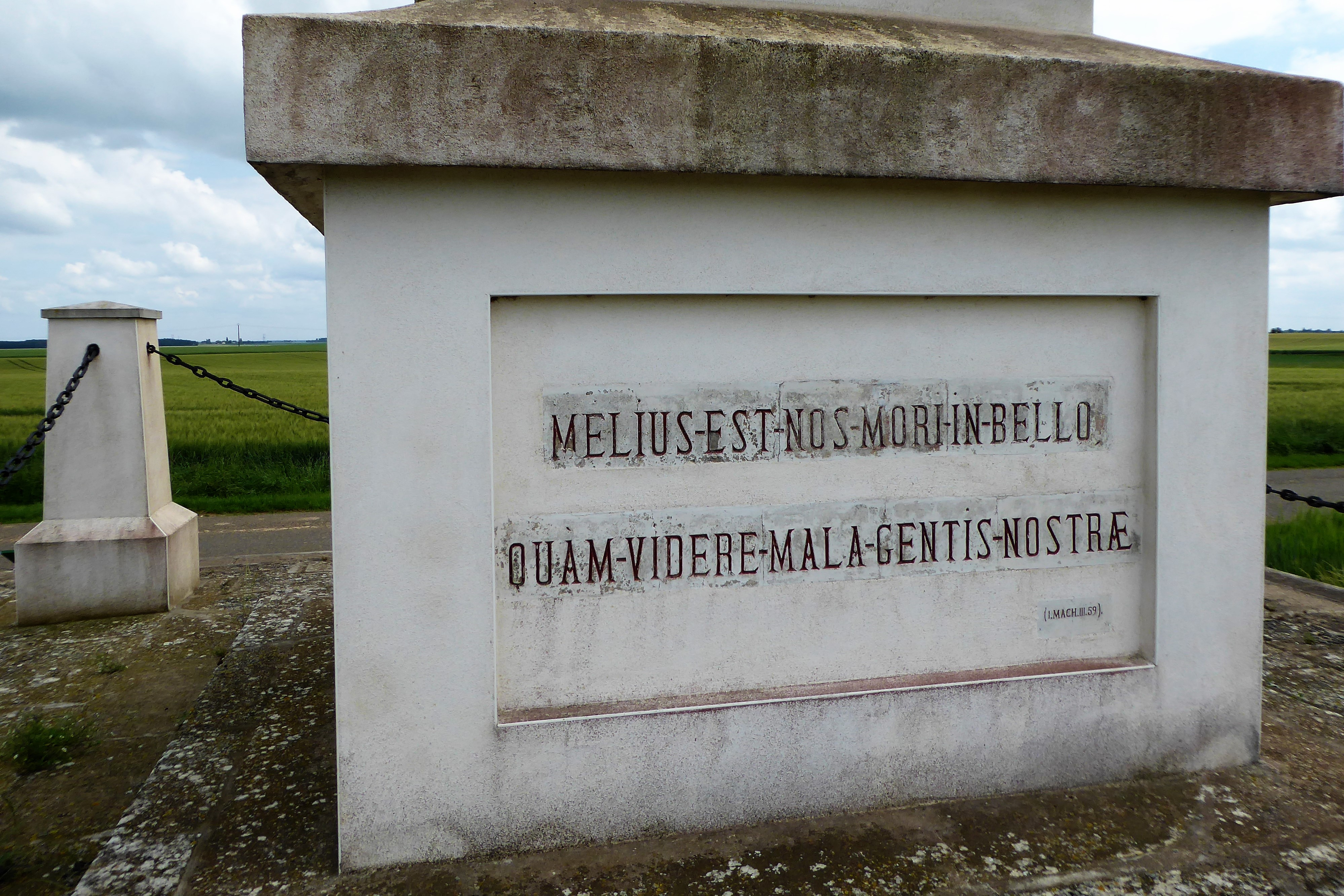
Une des plaques de marbre, en juin 2018.